# Прапор Солнечногорська
Міське поселення Солнечногорськ Московської області Росії має власну символіку — герб та прапор, яку ухвалено 10 червня 2008 року

## Опис
Прямокутне двостороннє полотно блакитного кольору із співвідношенням ширини до довжини 2:3 з відтвореними на ньому фігурами з герба міського поселення Солнечногорськ жовтого сонця, жовтої клиноподібної смуги (гори) і трьох срібних, вузьких хвилястих смуг.

## Обґрунтування символіки
Сучасне місто Солнечногорськ було утворено злиттям села Сонячна Гора та пристанційного селища Підсонячне. За легендою Катерина II, коли під'їжджала вранці побачила, як з-за гори встає сонце вигукнула: «Боже, яка сонячна гора!», відтоді селище отримало назву «Сонячна гора», що відображено у символіці клиноподібною смугою (алегорія гори) та сонця над ними. Місто розташовано на березі озера Сенеж, що відображено білою хвилястою смугою.